# Jean-Sifrein Maury
Pour les articles homonymes, voir Maury.
Jean-Sifrein (ou Siffrein) Maury, né à Valréas (États pontificaux) le 26 juin 1746 et mort à Rome (Italie) le 10 mai 1817, est un écrivain et ecclésiastique français, membre de l'Académie française de 1784 à 1803 et de 1806 à 1816, cardinal à partir de 1794, « archevêque » de Paris d'octobre 1810 à avril 1814 (nommé par Napoléon, il n'obtint pas de bulle du pape).

## Biographie
L'abbé Maury a trois frères: Jean Jacques et Jean Jacques Joseph Fidèle qui sont également ecclésiastiques, Jean-Pierre « négociant en bois et fermier de l'évêque de Vaison » et l'époux de Françoise Philibert (qui sont les parents de Pierre Jacques Maury).
Des débuts remarqués
Maury montre très jeune de grandes dispositions intellectuelles et est admis au séminaire Saint-Charles à Avignon. Âgé de vingt ans, il vient chercher fortune à Paris et publie un Éloge funèbre de Monseigneur le Dauphin (1766), (en hommage au dauphin Louis mort prématurément le 2 décembre 1765) et un Éloge du roi Stanislas le Bienfaisant (1766), en hommage au beau-père de Louis XV, Stanislas Leszczyński, qui vient de mourir. L'année suivante, il est nommé sous-diacre à Meaux et concourt aux prix de l'Académie française avec un Éloge de Charles V, roi de France (1767) et un Discours sur les avantages de la paix, mais il n'obtient que les félicitations. En 1771, son Éloge de Fénelon est récompensé d’un accessit.

### Carrière ecclésiastique
Il est ordonné prêtre en 1769 et nommé, en 1772, chanoine et official de l'évêque de Lombez. La même année, il prononce devant l'Académie un Panégyrique de Saint Louis et en 1775, un Panégyrique de Saint Augustin devant l'assemblée du clergé de France. Ces discours établissent sa réputation et il est appelé à prêcher à Versailles devant le roi. En 1777, il publie son Essai sur l'éloquence de la chaire, ouvrage devenu un classique sur le sujet.
En 1781, il est nommé prieur de Lihons au diocèse de Noyon.
Il est élu à l'Académie française en 1784 en remplacement de Lefranc de Pompignan et y est reçu le 27 janvier 1785. Le 4 mars suivant, il prêche son Panégyrique de Saint Vincent de Paul dans la chapelle du château de Versailles en présence du roi.

### Adversaire déclaré de la Révolution

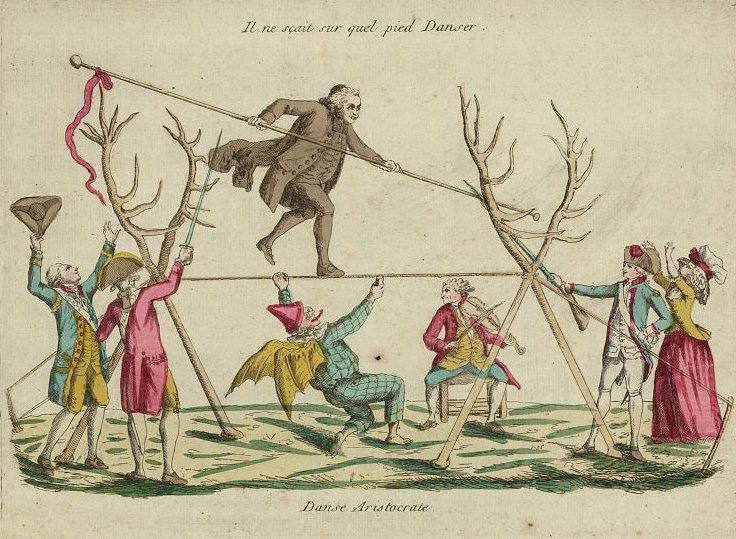
« Danse aristocrate. Il ne sait sur quel pied danser. »
Caricature anonyme de 1790 montrant le cardinal Maury sur une corde raide tenue par le diable habillé en bouffon, encouragé à gauche par deux aristocrates et harcelé à droite par deux membres du tiers état.

En 1787-1788, il est secrétaire du garde des Sceaux Lamoignon dont il soutient la réforme.
Aux États généraux de 1789, il est élu député du clergé du bailliage de Péronne, dans le ressort duquel se situe son prieuré. Il défend les intérêts du clergé et de la noblesse et s'oppose à Mirabeau, élu du tiers état. Il lutte contre l'émancipation des Juifs en 1789 et 1790. Il proteste notamment contre la Constitution civile du clergé et défend l'autorité pontificale.
Maury devient alors en 1790 et 1791, la cible des père Duchesne.
Quand l'Assemblée constituante est dissoute, il émigre à Coblence, puis à Rome. Le 1er mai 1792, il y est sacré archevêque in partibus de Nicée et nommé ambassadeur de la Cour de Rome à Francfort-sur-le-Main pendant l'élection impériale de François II. En 1794, il reçoit le chapeau de cardinal et est nommé évêque des diocèses réunis de Montefiascone et de Corneto. Il joue un rôle important pendant le conclave de 1799-1800 en proposant l'élection du futur Pie VII.

### Ralliement à l'Empire et réprobation par le pape Pie VII
Jean-Sifrein Maury se rallie à l'Empire et est nommé sénateur (1806), aumônier de Jérôme Bonaparte, roi de Westphalie, devient membre de l'Académie française (1806), comte de l'Empire (1810). Il accepte en 1810, de Napoléon, le titre d'archevêque de Paris — que venait de refuser le cardinal Fesch, oncle de l’Empereur et Grand Aumônier de France et Primat des Gaules —, et ce malgré l'opposition formelle du pape Pie VII, alors déporté à Savone (Italie), qui lui écrit pour lui ordonner de ne pas accepter ce siège et de le quitter immédiatement, sous peine des plus graves sanctions canoniques. Le pape lui fait écrire :
« Vous ne rougissez pas de prendre parti contre Nous, dans une lutte que Nous ne soutenons que pour défendre la dignité de l'Église. Est-ce ainsi que vous faites assez peu de cas de Notre autorité pour oser, en quelque sorte, par cet acte public, prononcer contre Nous, à qui vous deviez obéissance et fidélité ? (...) Quittez donc sur-le-champ cette administration. Nous vous l'ordonnons, afin que Nous ne soyons pas forcé de procéder, malgré Nous, et avec le plus grand regret, conformément aux saints canons ».
Malgré cette menace canonique, il continua temporairement de soutenir activement Napoléon Ier dans ses mandements et ses sermons, tant que dura le régime.

### La déposition et le bannissement
À la Restauration, le pouvoir politique lui fit payer durement son ralliement au régime napoléonien. À la chute de l'empire, repoussé par le roi Louis XVIII, par la noblesse et le clergé, le cardinal Maury est aussitôt déposé par le chapitre de Paris en tant qu'« archevêque intrus » sur le siège archiépiscopal de la capitale, est exclu de l'Académie française, et exilé.

### Le jugement canonique, l'incarcération et l'amnistie par le pape
Le cardinal Maury est contraint de retourner en 1814 à Rome. Le pape Pie VII refuse de le recevoir en audience, lui fait donner l'ordre de se dépouiller des vêtements de la pourpre cardinalice, le fait arrêter et incarcérer durant six mois à la prison du château Saint-Ange. Son procès est instruit par une commission canonique de dix cardinaux, procédant sur mandat papal, qui le condamnent à la réclusion au couvent des lazaristes de San Silvestro del Quirinale à Rome, en châtiment de sa longue désobéissance au Saint-Siège. Mais, dès 1815, le cardinal Consalvi, Secrétaire d'État, fait cesser la procédure judiciaire (sans doute sur instruction secrète du Pape, personnellement porté à la clémence et qui n'avait sévi que par devoir pontifical). Magnanime et animé d'un profond esprit de paix, le pape Pie VII accepte de tourner la page : il accorde l'amnistie plénière à Maury, lui rend sa grâce, et l'autorise à se revêtir de nouveau de la pourpre cardinalice.
Mais à Paris, Louis XVIII ne lui pardonne pas. Il maintient le décret de bannissement qui lui interdit de revenir en France. Maury, menant désormais une vie très solitaire, meurt en 1817. Louis XVIII interdit qu'il soit inhumé dans l'église de la Trinité-des-Monts, église nationale de la France dans la Ville éternelle. Le pape Pie VII autorise alors son inhumation sous le dallage devant le maître-autel de la Chiesa Nuova à Rome, où il repose toujours.

## Œuvres
- Éloge du roi Stanislas le Bienfaisant, 1766 ;
- Éloge funèbre de Monseigneur le Dauphin, 1766 ;
- Éloge de Charles V, roi de France, 1767 ;
- Discours sur les avantages de la paix, 1767 ;
- Éloge de Fénelon, 1771 ;
- Panégyrique de Saint Louis, prononcé dans la chapelle du Louvre, le 25 août 1772, en présence de l'Académie française;
- Panégyrique de Saint Augustin, 1775 ;
- Essai sur l'éloquence de la chaire, 1777[2] ;
- Panégyrique de Saint Vincent de Paul, prêché dans la chapelle du château de Versailles en présence du roi le 4 mars 1785. Numérisé sur gallica.
- Opinion de l'abbé Maury sur la constitution civile du clergé prononcée à la séance de l'Assemblée nationale du 27 novembre 1790. Document numérisé
- De la Régence, opinion de l'abbé Maury prononcé à l'Assemblée nationale le 22 mars 1791, annotée et publiée par M. de Hoffmanns, Paris & Leipzig, Brockhaus et Avenarius, 1842. Document numérisé.
- Opinion de l'abbé Maury, député de Picardie, sur l'hôtel des Invalides, prononcée dans l'Assemblée nationale le mercredi 23 mars 1791. Document numérisé

## Correspondance active et passive
- «  De l'ancienne constitution française. Lettres de Lamoignon à l'abbé Maury  », Revue rétrospective, tome 1, 1833, p. 112-120. Numérisé sur gallica.[attention, l'auteur de ces lettres écrites en 1787-1788 n'est pas Lamoignon de Malesherbes, comme l'indique par erreur l'éditeur, mais son cousin le garde des sceaux Lamoignon).
- « L'abbé Maury, ses correspondans et ses correspondantes »; « Lettres adressées à l'abbé Maury par Madame de Montesson à l'occasion de l'oraison funèbre du duc d'Orléans son mari [décédé le 18 novembre 1785] », Revue rétrospective, tome 7, 1836, p. 23-52 [lettres envoyées et reçues de 1772 à 1792] et p. 173-195. Document numérisé.
- Correspondance diplomatique et mémoires inédits du cardinal Maury (1792- 1817), annotés et publiés par Mgr Ricard, Lille, Desclée de Brouwer et Cie, 2 tomes, 1891. Tome 1 numérisé sur gallica. Tome 2 numérisé sur gallica.